# 東大泉
東大泉（ひがしおおいずみ）は、東京都練馬区の町丁。住居表示実施済み。現行行政地名は東大泉一丁目から東大泉七丁目。面積は2.429km2。

## 地理
練馬区の西部に位置する。北部を大泉町・大泉学園町・西大泉、南部を石神井台、東部を三原台・石神井町、西部を南大泉と接する。
西武池袋線大泉学園駅の付近を中心に工業が盛んである。かつて箱根土地が大泉に教育施設を誘致し「学園都市・大泉学園」の形成を試みたが叶わず、その名残として地名や駅名に「学園」の名が付いている。

### 地価
住宅地の地価は、2025年（令和7年）1月1日の公示地価によれば、東大泉3-21-11の地点で52万6000円/m2、東大泉4-20-18の地点で41万2000円/m2となっている。

## 歴史
旧：武蔵国豊島郡土支田村上組。土支田村は大きな村だったため上組（南）と下組（北）に分けられていた。現在の東大泉の他に、三原台二・三丁目の一部、大泉町二丁目の一部は土支田村上組に属していた。
1873年（明治6年）、大区小区制によって上組と下組は分離され、上組は上土支田村と呼ばれるようになった。1889年（明治22年）、上土支田村は町村制によって南の石神井村と合併し、石神井村大字上土支田となる。さらに1891年（明治24年）、隣村の埼玉県新座郡にあった榑橋村が東京府に編入され、大字上土支田と合併して、北豊島郡大泉村が誕生した。
当時、小学校は村ごとに運営されており、一つの村に必ず一校ずつ小学校を設置する必要があった。上土支田の豊西小学校（妙延寺内、現：東大泉3-16）と榑橋村の榑橋小学校（本照寺内、現：西大泉3-11）は、間隔が1km以内と近距離にあった。そこで合併すれば小学校を統合でき、大幅な経費削減が期待できることから、両村は合併した。合併後、豊西小学校と榑橋小学校は統合され、村の中央部に新たに泉小学校が設置された。後に泉小学校は現在の大泉小学校となる。
1932年（昭和7年）、東京市編入とともに板橋区（現在の練馬区と板橋区を包含）が誕生し、大泉村は解体。大字上土支田の区域をもって板橋区東大泉町が誕生した。
また東大泉三丁目地区は、1941年（昭和16年）に陸軍予科士官学校が東京都市ヶ谷（市ヶ谷台、現在の防衛省市ヶ谷地区（市ヶ谷駐屯地））から朝霞に移転した際に、職員らの住宅をこの地区に建設したことから碁盤の目状に整備され、当地区は「将校住宅」と呼ばれた。当時この地には水道設備がなかったため、独自組織により「将校住宅」へ水道供給を開始した。これは戦後の1973年（昭和48年）の東京都水道局による当地区への水道供給に30年以上も先んじるものであった。この組織は「大泉名水会」として現存する。
1947年（昭和22年）の練馬区独立後も、戦前からの板橋区東大泉町の町域は踏襲された。1980年（昭和55年）8月1日、第18回住居表示により東大泉町の一部を土支田に編入、残りの部分に北大泉町のごく一部と旧・上石神井二丁目のごく一部を編入して境界整理し、現行の東大泉一丁目から七丁目までとなった。
2006年（平成18年）9月1日、二丁目34番（東映東京撮影所）の街区が広大であることから、街区を分割して二丁目42番が新設され、2015年（平成27年）には当地に野村不動産のタワーマンション「プラウドシティ大泉学園」が建設された。

## 世帯数と人口
2025年（令和7年）4月1日現在（練馬区発表）の世帯数と人口は以下の通りである。
| 丁目         | 世帯数     | 人口     |
| ------------ | ---------- | -------- |
| 東大泉一丁目 | 2,593世帯  | 4,870人  |
| 東大泉二丁目 | 3,100世帯  | 6,349人  |
| 東大泉三丁目 | 2,761世帯  | 4,958人  |
| 東大泉四丁目 | 1,782世帯  | 2,972人  |
| 東大泉五丁目 | 2,236世帯  | 4,174人  |
| 東大泉六丁目 | 3,497世帯  | 6,476人  |
| 東大泉七丁目 | 2,933世帯  | 5,942人  |
| 計           | 18,902世帯 | 35,741人 |

### 人口の変遷
国勢調査による人口の推移。
| 年                 | 人口   |
| ------------------ | ------ |
| 1995年（平成7年）  | 29,941 |
| 2000年（平成12年） | 30,847 |
| 2005年（平成17年） | 32,301 |
| 2010年（平成22年） | 34,862 |
| 2015年（平成27年） | 34,252 |
| 2020年（令和2年）  | 35,704 |

### 世帯数の変遷
国勢調査による世帯数の推移。
| 年                 | 世帯数 |
| ------------------ | ------ |
| 1995年（平成7年）  | 12,803 |
| 2000年（平成12年） | 13,629 |
| 2005年（平成17年） | 14,942 |
| 2010年（平成22年） | 16,564 |
| 2015年（平成27年） | 16,371 |
| 2020年（令和2年）  | 17,840 |

## 学区
区立小・中学校に通う場合、学区は以下の通りとなる（2022年7月現在）。
| 丁目         | 番地                       | 小学校               | 中学校                 |
| ------------ | -------------------------- | -------------------- | ---------------------- |
| 東大泉一丁目 | 28～33番 35～37番          | 練馬区立大泉小学校   | 練馬区立大泉中学校     |
| 東大泉一丁目 | 1〜27番 34番               | 練馬区立大泉東小学校 | 練馬区立大泉中学校     |
| 東大泉二丁目 | 1～12番 16～18番 33～41番  | 練馬区立大泉東小学校 | 練馬区立大泉中学校     |
| 東大泉二丁目 | 13～15番 19～27番          | 練馬区立泉新小学校   | 練馬区立三原台中学校   |
| 東大泉二丁目 | 28〜32番 42番              | 練馬区立大泉北小学校 | 練馬区立大泉北中学校   |
| 東大泉三丁目 | 1～16番 24～27番 36番      | 練馬区立大泉東小学校 | 練馬区立大泉中学校     |
| 東大泉三丁目 | 17〜23番 28〜35番 37〜66番 | 練馬区立大泉小学校   | 練馬区立大泉中学校     |
| 東大泉四丁目 | 全域                       | 練馬区立大泉小学校   | 練馬区立大泉中学校     |
| 東大泉五丁目 | 1～13番 23～26番 31～39番  | 練馬区立大泉東小学校 | 練馬区立大泉第二中学校 |
| 東大泉五丁目 | 14〜22番 27〜30番 40〜43番 | 練馬区立大泉南小学校 | 練馬区立大泉第二中学校 |
| 東大泉六丁目 | 全域                       | 練馬区立大泉南小学校 | 練馬区立大泉第二中学校 |
| 東大泉七丁目 | 全域                       | 練馬区立大泉南小学校 | 練馬区立大泉第二中学校 |

## 交通

### 鉄道
| 街区内に設置されている駅       |
| ------------------------------ |
| 西武池袋線 - 大泉学園駅(SI 11) |

### バス
大泉学園駅を拠点に、西武バス・関東バスが発着する。また、石神井公園駅から成増駅方面への国際興業バスも域内を運行している。2013年9月末までは都営バスの路線もあった。
大泉学園駅からは、吉祥寺駅、西荻窪駅、荻窪駅、阿佐ケ谷駅（以上中央線快速・同各停。荻窪駅は丸ノ内線も）、成増駅、和光市駅、朝霞駅（以上東武東上線、成増・和光市は有楽町線・副都心線も）、新座駅（武蔵野線）、上石神井駅（西武新宿線）、練馬駅（西武池袋線、一部都営地下鉄大江戸線新江古田駅）への路線が出ており、利便性が高い。また、中央線各駅への路線は西武新宿線の駅（上石神井駅のほか武蔵関駅や上井草駅）も経由する。
かつては羽田・成田両空港へのリムジンバスの発着もあったが、駅前再開発事業に伴い中止された。

### 道路
- 関越自動車道（大泉インターチェンジ）
- 東京外環自動車道（大泉インターチェンジ）
- 東映通り
- 東京都道24号練馬所沢線（目白通り）
- 学芸大通り
- 大泉学園通り
- 東京都道・埼玉県道24号練馬所沢線（大泉街道）
- 東京都道233号東大泉田無線（保谷街道）

## 産業

### 事業所
2021年（令和3年）現在の経済センサス調査による事業所数と従業員数は以下の通りである。
| 丁目         | 事業所数    | 従業員数 |
| ------------ | ----------- | -------- |
| 東大泉一丁目 | 397事業所   | 4,211人  |
| 東大泉二丁目 | 204事業所   | 2,578人  |
| 東大泉三丁目 | 209事業所   | 1,167人  |
| 東大泉四丁目 | 157事業所   | 1,391人  |
| 東大泉五丁目 | 205事業所   | 2,087人  |
| 東大泉六丁目 | 155事業所   | 1,586人  |
| 東大泉七丁目 | 106事業所   | 903人    |
| 計           | 1,433事業所 | 13,923人 |

#### 事業者数の変遷
経済センサスによる事業所数の推移。
| 年                 | 事業者数 |
| ------------------ | -------- |
| 2016年（平成28年） | 1,489    |
| 2021年（令和3年）  | 1,433    |

#### 従業員数の変遷
経済センサスによる従業員数の推移。
| 年                 | 従業員数 |
| ------------------ | -------- |
| 2016年（平成28年） | 12,797   |
| 2021年（令和3年）  | 13,923   |

### 農業
- 販売農家数 - 21戸
- 農業就業人口 - 58人
- 経営耕地面積 - 1426a
  - 畑 - 1372a
  - 樹園地 - 54a
- 主要農作物作付面積
  - キャベツ - 988a
  - ばれいしょ - 54a
  - ダイコン - 75a
  - ほうれんそう - 93a

2000年（平成12年）2月1日現在「練馬区統計書平成17年版 農業センサス」より（なお、ここに掲載したのは農業集落名が「東大泉町」となっている農家である。この農業集落は三原台三丁目にもまたがっているため、実際には若干これより少ない）。

経営耕地面積が1426aとなっているように、区内では比較的広大な農地を抱えている（32集落中第8位、区内全体の約5%）が、大泉地区では最下位である。畑の約72%がキャベツの栽培に当てられている。

### 工業
- 工場数 - 27
- 従業者数 - 577人
  - 常用労働者 - 565人
  - 事業主・家族従業者 - 12人
- 製造品出荷額等 - 1,768,996（万円）
- 付加価値額 - 1,049,085（万円）
2003年（平成15年）12月現在「練馬区統計書平成17年版 工業統計調査」より。

東大泉には工場数はあまり多くないが、従業者数が50人を超える工場が3か所もあり、事業主・家族従業者の割合は約2%（練馬区全体7.5%）と低いなど、比較的規模の大きな工場が多い。製造品出荷額等は区内の約17%（第1位。2位は北町）、付加価値額は約19.5%（第1位）を叩き出すなど、練馬区で北町、大泉町地区などと並んで工業が盛んである。特に西武池袋線大泉学園駅のすぐ北側にある一丁目と関越自動車道大泉インターチェンジのある二丁目では町内の工場の約66%、労働者の約65%が集中し、製造品出荷額は約98%を占めている。
2000年（平成12年）と比べると、工場数は6減 (−18.1%)、事業主・家族従業者が6減 (−33.3%) と従業者数が1 - 3人の零細工場が縮小している。しかし常用労働者数は全く変わっておらず、製造品出荷額は65億4,905万円増 (+58.7%) 、現金給与総額は11億2,233万円増 (+37.3%)、と増加している。なお、常用労働者の給与一年間の総額（現金給与総額）は41億2,424万円（一人当たりにすると約729万9540円）と区内ではトップクラスである。たとえば区内で同じく工業が盛んな貫井では24億366万円（常用労働者数は627人）、北町では27億7,700万円（638人）となっている。

### 商業
- 卸売業（2002年（平成14年）6月1日現在、「練馬区統計書平成17年版 商業統計調査」より）
  - 商店数 - 24
  - 従業者数 - 188人
  - 年間販売額 - 5488（百万円）
- 小売業
  - 商店数 - 344
  - 従業者数 - 2546人
  - 年間販売額 - 35914（百万円）

小売店は練馬区内で最も数が多く（区内の約7%）、西武池袋線大泉学園駅より北側の一丁目 - 四丁目に多く分布している。特に一丁目には大型商業施設も見られ、町内の小売店の約24%が集中している。

## 施設

### 大泉学園駅周辺再開発事業
大泉学園駅は駅乗降客が多くバス路線も多数乗り入れているが、かつては駅前の道路が狭隘でバス運行の妨げとなり、歩行者にとっても危険な状態であった。また駅前広場やバスロータリーもなく、駅の南北でバスやタクシーの乗降場所が分散して利便性も低かった。そのため、西武池袋線（練馬高野台駅 - 大泉学園駅）の連続立体交差事業と一体的に駅前地区市街地再開発事業を行い、駅前広場などの整備を進めてきた。
2001年（平成13年）から2002年（平成14年）にかけて、再開発ビル「大泉学園ゆめりあ」を整備、2001年11月に再開発ビル「大泉学園ゆめりあ1」が開業、2002年2月1日には「大泉学園ゆめりあ1」内に大泉学園ゆめりあホールがオープンした。さらに2002年11月には「大泉学園ゆめりあ2」と、低層棟のショッピングセンター「ゆめリアフェンテ」が開業した。
連続立体交差事業は2015年（平成27年）1月25日をもって完了。これに合わせて、同年3月には駅北口に複合商業施設「リズモ大泉学園」が開業、駅と同施設を結ぶペデストリアンデッキ「大泉アニメゲート」が整備されて既存デッキと接続された。

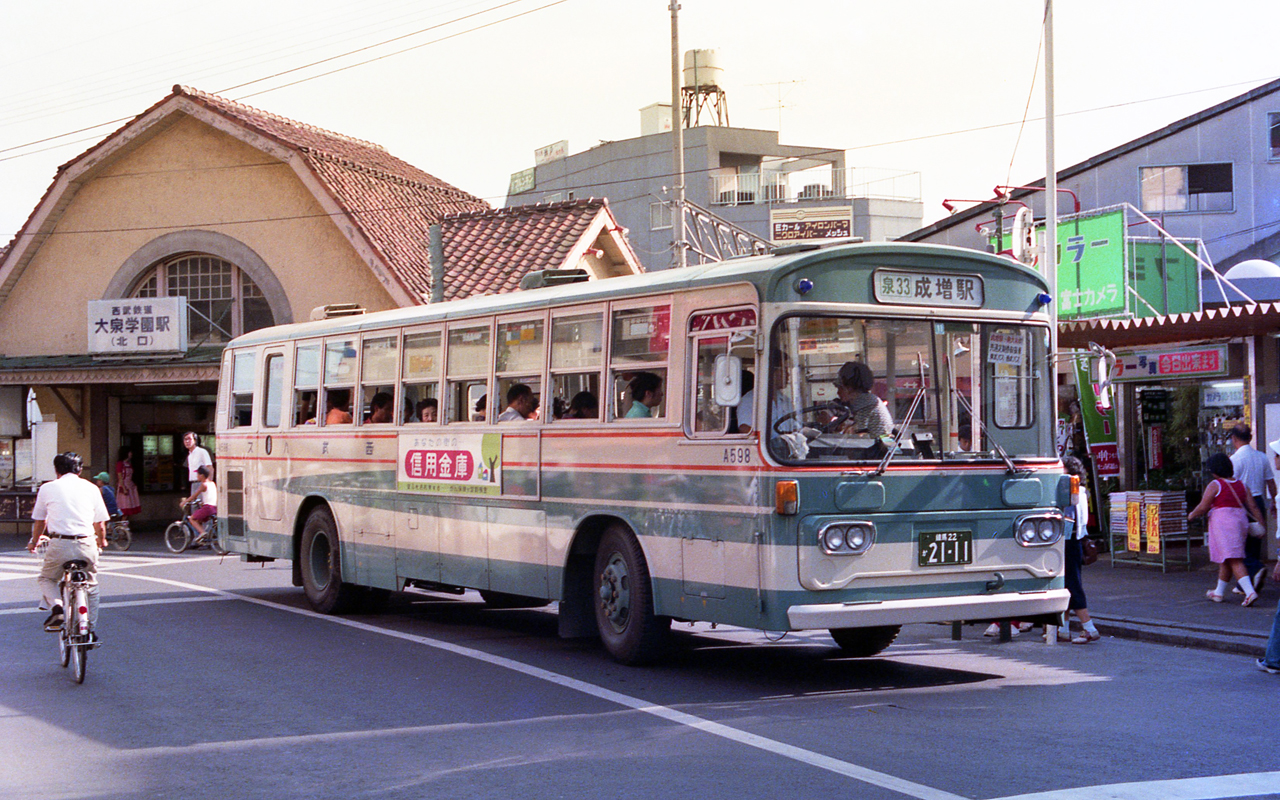
再開発前の大泉学園駅北口 地上駅舎（1979年）
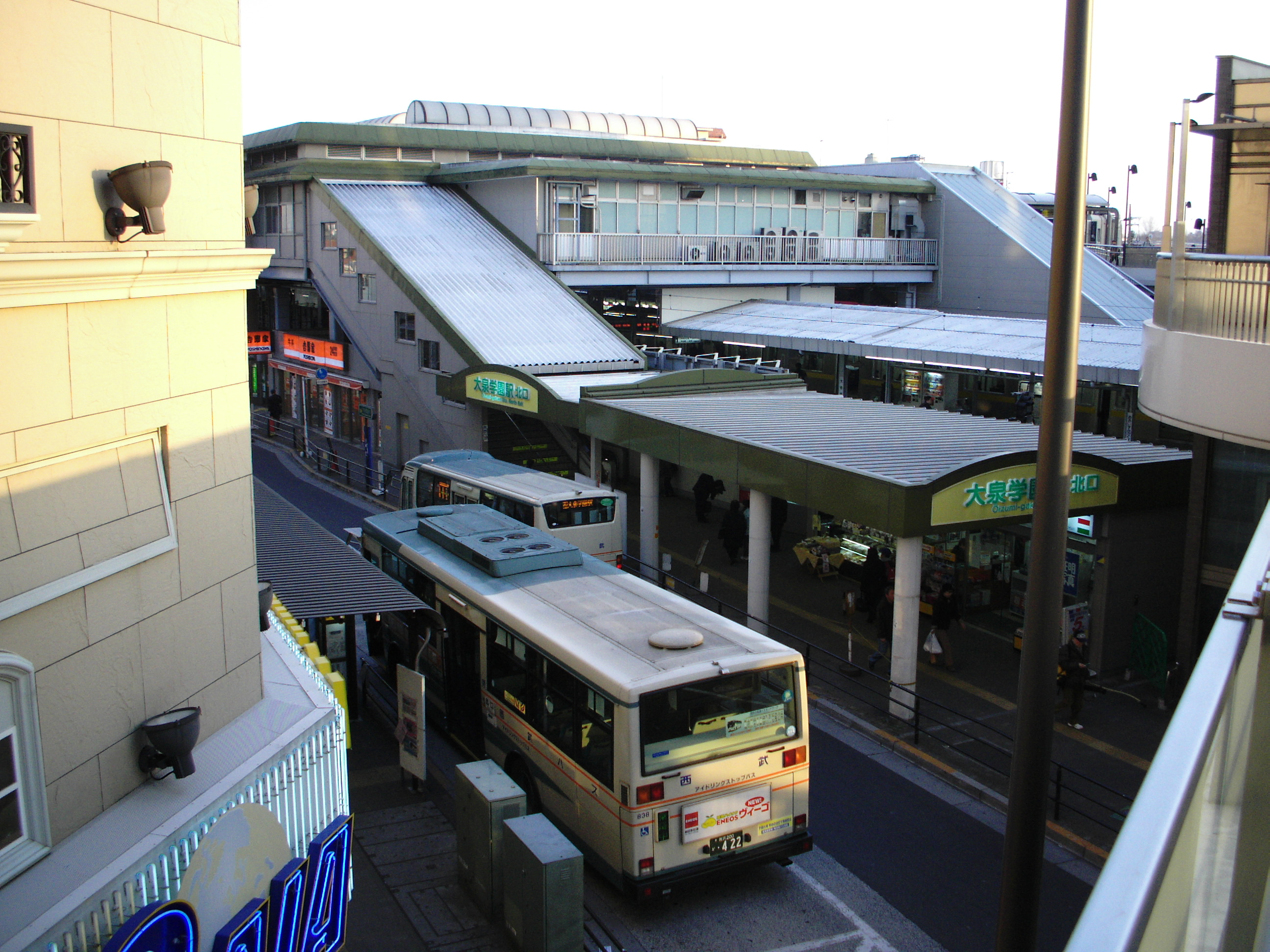
再開発前の大泉学園駅北口 橋上駅舎（2007年）
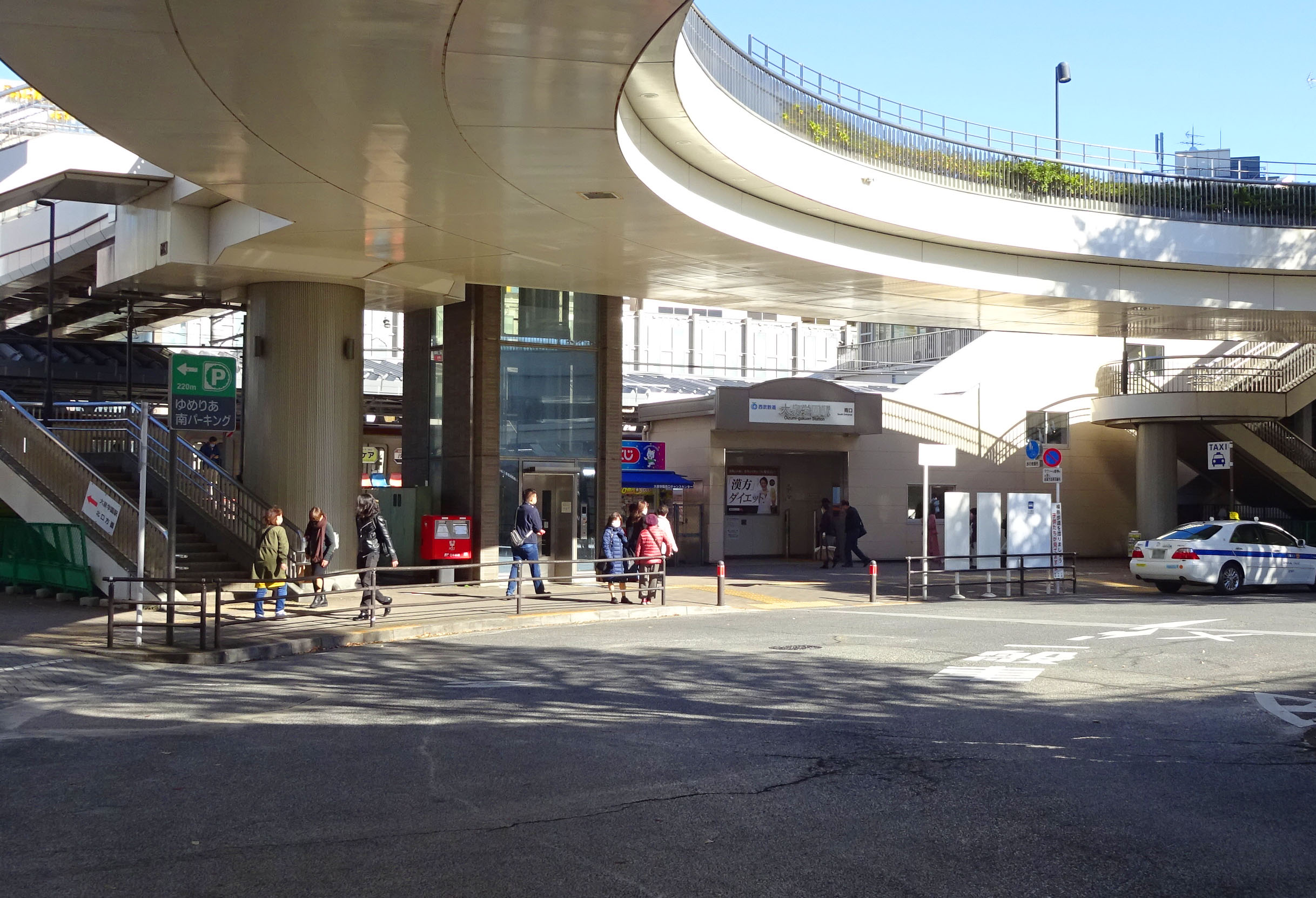
再開発で整備された大泉学園駅南口ロータリー
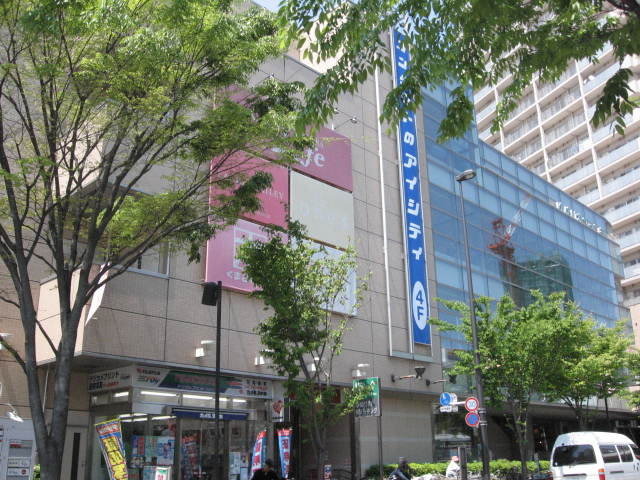
大泉学園ゆめりあ2 ショッピングセンター「ゆめりあフェンテ」
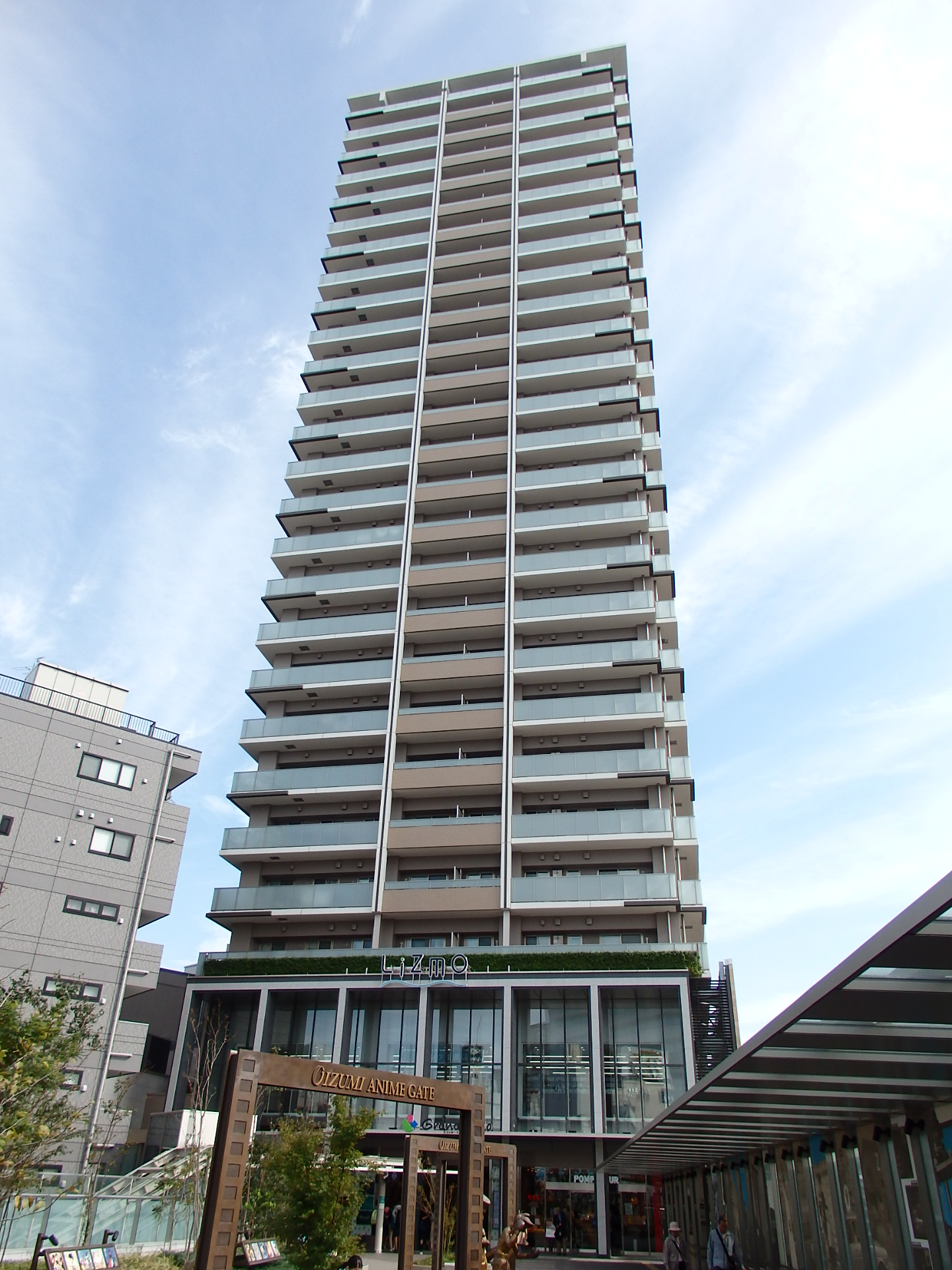
リズモ大泉学園 タワーマンション「プラウドタワー大泉学園」
大泉アニメゲートに設置された『銀河鉄道999』のメーテル・星野鉄郎の像

### ゆめーてる商店街
また、駅北口から東映東京撮影所方面へは、再開発前からの既存商店街「ゆめーてる商店街」が広がり、約160店が軒を連ねる。商店街には松本零士が原稿用紙を買っていた文房具店もあることが縁となり、松本零士の全面協力を得て『銀河鉄道999』のヒロイン・メーテルから名を採り、「夢」と「メーテル」を合わせて「ゆめーてる商店街」と命名された。商店街のマスコットとして、松本零士デザインの「ゆめーてるちゃん」があり、「かぐや姫の子孫で、メーテルやエメラルダス、千年女王の先祖にあたり、現代に生きている小学3年生」という設定。

### 一丁目
- グランエミオ大泉学園
  - 食品館あおば大泉学園店
- 大泉学園ゆめりあ1
  - 大泉学園ゆめりあホール
  - 三井住友銀行大泉支店[22]
  - SMBC日興証券大泉支店[23]
  - 明治安田生命保険池袋支社大泉営業所（現存せず[24]）
- みずほ銀行大泉支店[25]
- 練馬区立大泉東小学校
- タムラ製作所本社・東京事業所[26]
- 英林堂書店（北口駅前の大型書店、2013年8月閉店）

### 二丁目

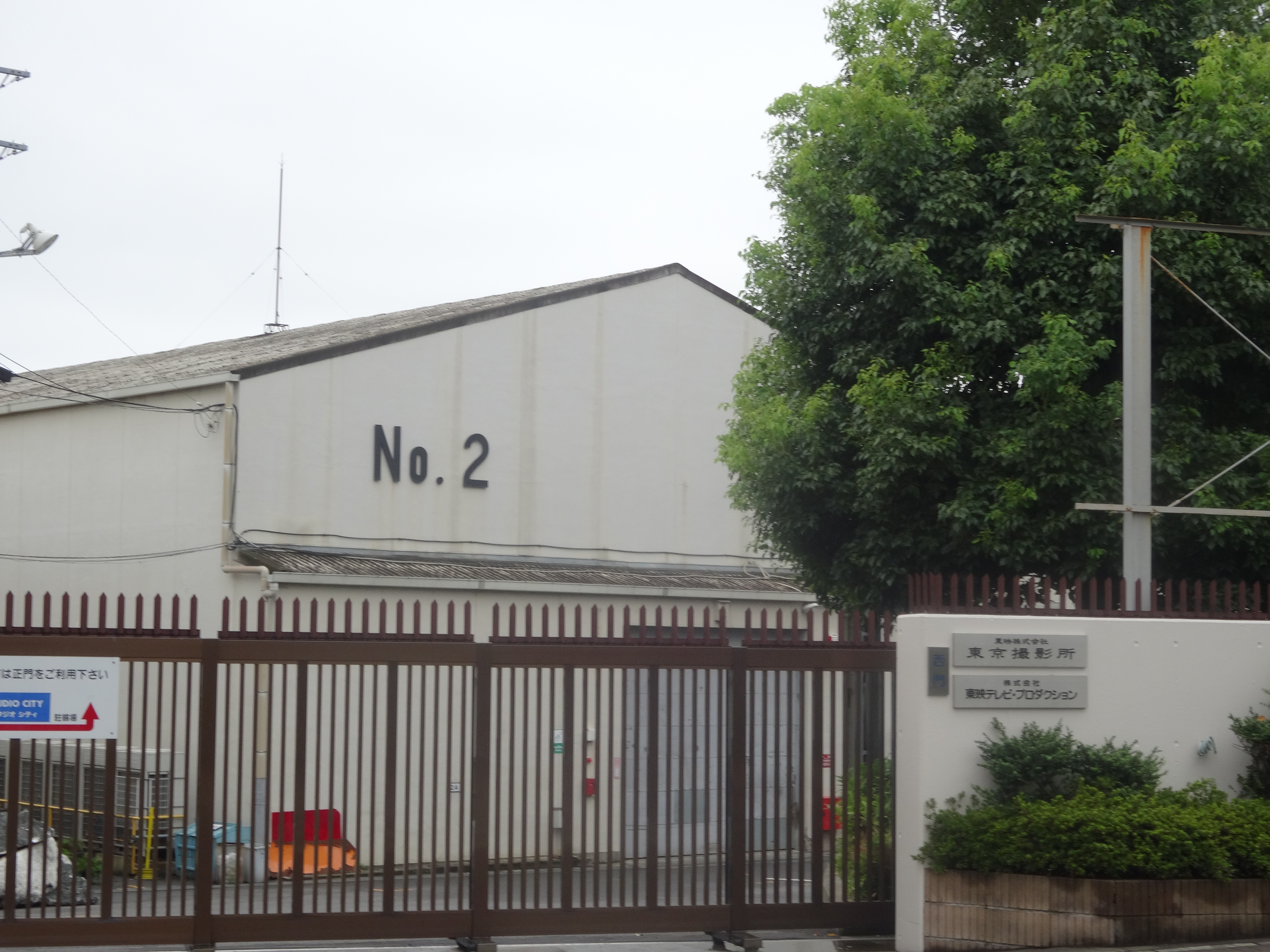
東映東京撮影所
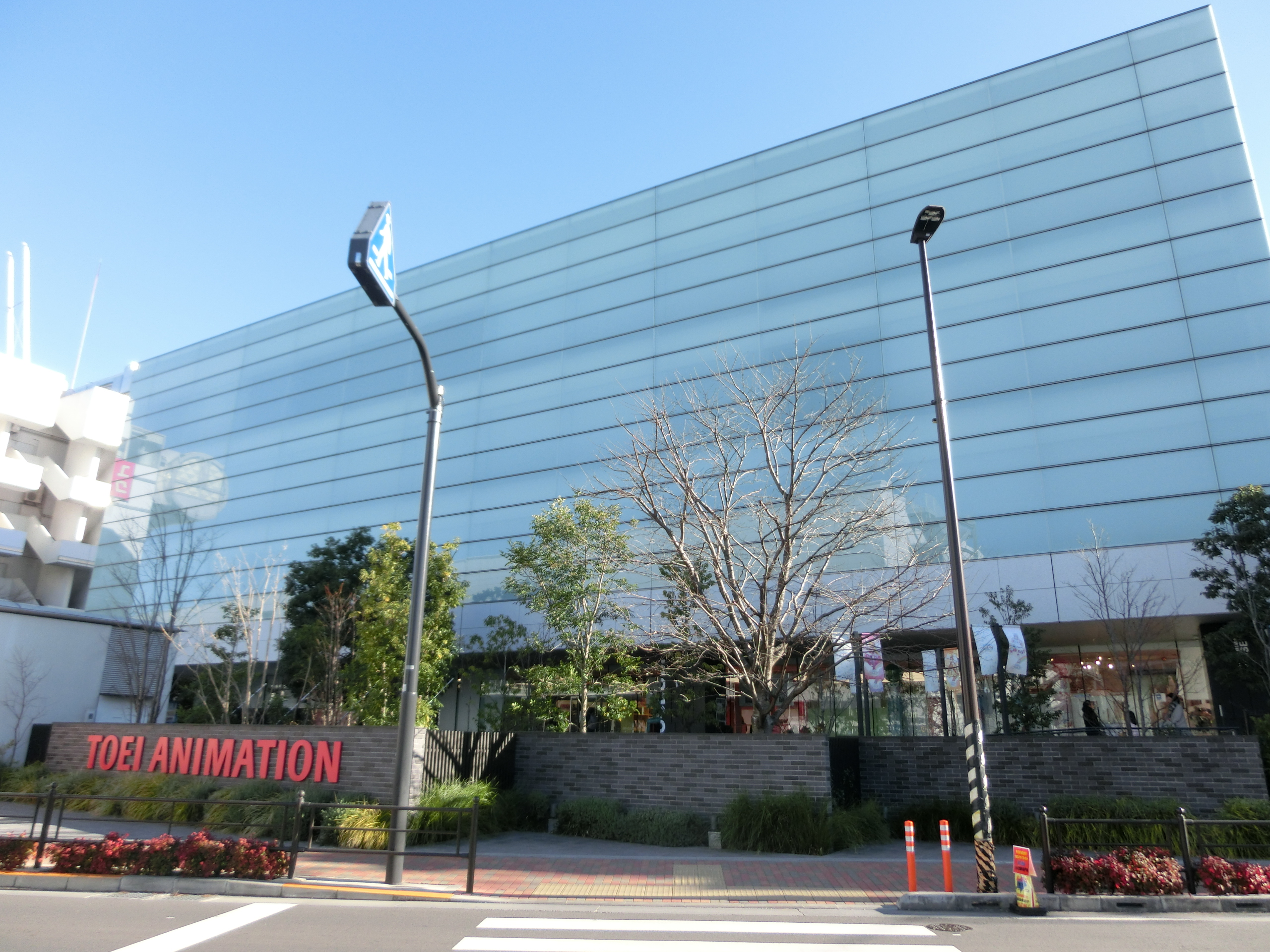
東映アニメーション
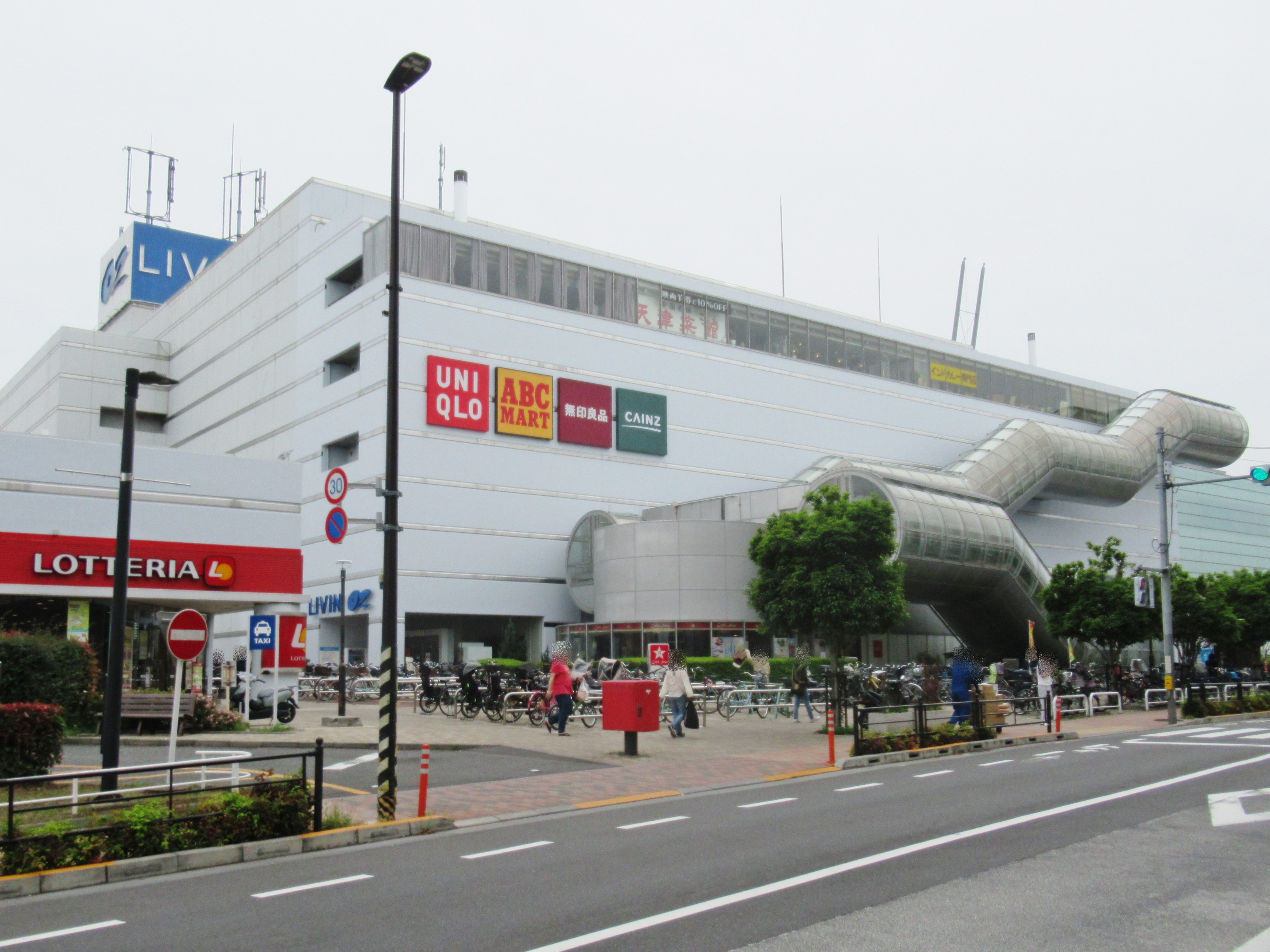
西友リヴィンオズ大泉店（プラッツ大泉）
- T・ジョイ大泉（シネマコンプレックス）
- 警視庁石神井警察署東大泉駐在所[27]

- 東映東京撮影所
- 東映アニメーション
- 西友リヴィンオズ大泉店（プラッツ大泉）

### 三丁目
- 妙延寺
- 練馬区立東大泉中央地域集会所[28]
- 東和銀行東大泉支店[29]
- 一般財団法人 大泉名水会 - 東大泉三丁目の旧「将校住宅」地区周辺で生活事業用水（地下水）を供給する水道事業団体。詳細は#歴史節を参照[30]。

### 四丁目
- OAK plaza
- 練馬区立大泉小学校
- 練馬区立大泉中学校
- MUFGプラザ
  - 三菱UFJ銀行大泉支店（同行大泉学園支店・石神井公園支店と同店舗[31]）
  - 三菱UFJ信託銀行池袋支店大泉出張所（現存せず、2017年8月25日付で池袋支店へ統合[32]）
- 西武総合企画大泉営業所

### 五丁目
- 警視庁石神井警察署大泉学園駅前交番[33]
- 東京都立大泉高等学校・附属中学校
- 東京学芸大学附属国際中等教育学校、東京学芸大学附属大泉小学校
上記の東京学芸大学附属学校は同敷地内にある。

### 六丁目
- 大泉学園ゆめりあ2
  - 大泉学園ゆめりあフェンテ - ゆめりあ2（1 - 4階）のショッピングセンター[19]
    - ライフ大泉学園駅前店[34] - ゆめリアフェンテの核店舗。

### 七丁目
- 練馬区立東大泉児童館[35]
- 東京国税局練馬西税務署[36]

## その他

### 日本郵便
- 郵便番号 : 178-0063[3]（集配局 : 大泉郵便局[37]）。